# Goshtasp
Goshtasp is een sjah uit de Shahnameh van Ferdowsi uit de 10e eeuw. Hij huwde de dochter van de koning van Rum en nam de troon van Iran over van zijn vader Lohrasp. Hij werd na een regering van honderdtwintig jaar door zijn kleinzoon Bahman Ardeshir opgevolgd.
Gostasp was de zoon van Lohrasp en Zarir was zijn broer. Hij wilde op jonge leeftijd al tot erfgenaam benoemd worden, maar zijn vader weigerde dat. Toen vertrok hij naar India, maar zijn broer Zarir bracht hem terug. Er kwam weer ruzie tussen vader en zoon en ditmaal reisde Goshtasp af naar Rum. Daar trouwde hij met Katayun, de dochter van de koning. Hij begon Iran te bedreigen en kwam ten slotte met zijn bruid Iran binnen. Toen gaf zijn vader Lohrasp hem de troon over en trok zich zelf in Balkh terug.
Ferdowsi sluit dan een verslag van de dichter Daqiqi in, dat over de komst van Zarathustra aan het hof van Goshtasp gaat. Het hof aanvaardde de nieuwe religie, zoals die door Zoroaster werd uiteengezet. 
Er heerste een nieuwe koning in Turan, Arjasp en Goshtasp eiste van hem tribuut. Arjasp viel daarop Iran aan en Goshtasps broer Zarir liet daarbij het leven. Alleen Goshtasps zoon Esfandyar wist het Turaanse leger terug te drijven.
Esfandyar was een vurig aanhanger van het Zoroastrisme geworden en Goshtasp vreesde de ambitie van zijn zoon en sloot hem op. Arjasp trok toen hij daarvan hoorde weer tegen Balkh op, doodde Lohrasp en nam Goshtasps dochters mee naar Turan. De oude held Rostam wilde niet in actie komen en Goshtasp overleefde tenauwernood de aanval die hij daarop zelf inzette. Op advies van zijn raadgever Jamasp liet hij daarom zijn zoon weer vrij om Arjasp te verslaan. Esfandyar doodde Arjasp en bevrijdde zijn zusters. 
Goshtasp gaf zijn zoon een nieuwe opdracht: Rostam in ketenen voor hem brengen. In een gevecht tegen de held Rostam liet Esfandyar het leven. Nog voor zijn sterven vroeg Esfandyar aan Rostam om zorg te dragen voor de opleiding van zijn zoon Bahman. Bahman leefde in Zabolestan onder Rostams leiding tot hij weer werd overgedragen aan zijn grootvader Goshtasp. Rostam overleed. Goshtasp werd na een regering van honderdtwintig jaar door zijn kleinzoon Bahman Ardeshir opgevolgd. Toen Goshtasp kwam te overlijden werd er een tombe voor hem opgericht.